# María Jesús González (periodista)
María Jesús González (Vitoria, 1948), periodista española. Es reconocida como la primera periodista en ingresar a la Asociación de la Prensa de Sevilla en 1970.

## Trayectoria
En sus numerosas entrevistas relata que su pasión por escribir venía desde pequeñita, comenzando su andadura en este mundo a los diecisiete años de edad. En plena Dictadura se marchó a Madrid para estudiar Periodismo en la Escuela Oficial.
En 1969, González finalizó sus estudios y se mudó a Sevilla, donde tiene su lugar de residencia. El primer contacto que tuvo con Andalucía le impactó profundamente: “Cuando llegué a Sevilla en 1969, me preguntaron que por qué trabajaba si era mujer”. Para ella que una mujer tuviese una ocupación en esta época no era ninguna novedad: “Yo venía del norte y estaba acostumbrada a que la mujer tuviera mucho protagonismo en la vida personal y social".
Su primer trabajo llegó de la mano del cura y profesor José María Javierre, director en ese momento de El Correo de Andalucía. Fue entonces cuando se convertiría en una de las periodistas pioneras en la capital andaluza. A pesar de que las secciones no estaban definidas, reconoce que los “bombazos periodísticos” se le ofrecían a los hombres. Tuvo que hacer frente a la ideología machista dominante del momento: “A nosotras nos costaba mucho acceder a las fuentes y núcleos de poder por la profunda mentalidad machista”. Algo que también vivió en primera línea la periodista fue la censura: “Si queríamos contar algo, tenía que ser entre líneas”.
En el año 1972 quedó embarazada y se vio obligada a dejar su trabajo durante unos años, pues cuenta que era imposible la conciliación familiar en este periodo de la Transición. Se reincorporó de nuevo cuando sus hijos pudieron ir a la guardería, en los años 80. Desde entonces, comenzó a trabajar en gabinetes de prensa que empezaban a iniciarse en la sociedad: el Colegio de Médicos, la Consejería de Salud de la Junta de Andalucía, el sindicato UGT y el PSOE de Andalucía.
Ella misma relata que la presencia de mujeres en altos cargos era inexistente. “Fíjate que Soledad Gallego, que es de mi quinta, no fue hasta hace poco directora de El País”. No obstante la Transición Española significó para González un periodo de lucha por la libertad, recordando con aprecio el legado de las periodistas pioneras: “Hemos podido dejar como herencia a las generaciones posteriores la voluntad decidida de trabajar, de ser independientes y abordar el periodismo desde esa sensibilidad y mirada femenina que no existía”.